# 보우 (고려)

보우(普愚: 1301년 10월 23일(음력 9월 21일)~1383년 1월 27일(음력 1382년 12월 24일))는 고려 말 고승으로 불교 개혁에 힘쓴 승려이다. 호는 태고(太古) · 보허(普虛)이며, 속성은 홍씨(洪氏)이고 시호는 원증(圓證)이다. 흔히 태고(太古) 또는 태고국사(太古國師)라 불린다.
고려말에 고려는 원나라에 재침략받고 이어 그 지배하에 들어가는 사회상 불안에 따른 불교단의 타락과 오랫동안 쌓여온 기복 불교(祈福 佛敎)의 폐단은 마침내 고려 사회에 배불의 싹을 마련하고 있었다. 한편 원나라의 쇠퇴는 공민왕에게 정치상 자주성을 되찾을 기회를 주어 복고 정치를 과감히 수행해 갔다. 보우와 혜근은 이런 세상에 출현하여 임제종의 선풍(禪風)으로 불교를 일상 현실에 살리려고 하였다. 이들 중에서도 특히 보우는 구산의 통합을 시도하여 그 과제를 조선 대(代)에 넘겨주었다. 공민왕이 훗날 《청사(靑史)》에 요승으로 기록되는 신돈을 기용하여 실정한 탓에 배불의 기운이 비등하였고 고려는 멸망의 길을 걸었다. 이에 불교도 운명을 함께하여 조선 전체가 관여하는 배불책 탓에 조선 시대 전반에 걸쳐 탄압받아 쇠락하는 과정을 겪었다. 보우와 혜근을 함께 이은 혼수의 법맥이 조선에 이어졌다.

## 생애
홍주(洪州, 현 충청남도 홍성군)출신. 아버지는 홍연(洪延), 어머니는 정씨이며, 해가 품에 들어오는 태몽이 있었다.
13세(1313년)에 출가하여 회암사(檜巖寺) 광지(廣智)의 제자가 되었고 얼마 뒤 가지산으로 가서 수행하였다.
25세(1325년, 충숙왕 재위 12년)에 승과인 화엄선(華嚴選)에 급제했으나 명예와 이익을 버리고 감로사에서 고행하였다.
삼각산에 태고사(太古寺)를 지었고 1346년(충목왕 재위 2년) 원나라에 가서 하무산(霞霧山) 청공(淸珙)의 법을 이어받아 임제종의 시조가 되었다.
귀국하여 공민왕의 청으로 왕사가 되었으나 신돈의 횡포를 보다 못해 소설사(小雪師)로 돌아갔으며 신돈의 참해를 피하여 법주사(法住寺)에 은거하였다. 그 후 신돈이 죽은 후 우왕의 국사가 되었다.

## 사상과 활동
보우는 대각국사 의천이 치선이라고 갈파한 구산을 통합하고 구이지학(口耳之學)을 지양하고자 원융부(圓融府)를 건립하고 선사(禪師)의 품법으로 모든 불교를 총섭하여 사회 질서를 유지하고자 했다.
보우는 일찍이 만법귀일(萬法歸一) · 무자(無字)와 같은 화두를 참선하여 크게 깨친 바가 있었지만, 충목왕 2년에 중국에 다시 건너가, 임제(臨濟)의 제17대 법손(法孫) 석옥(石屋)에게서 법을 받고 충목왕 4년에 귀국했다.
그러나 그는 절에 머물지 않고 광주 소설산(小雪山)에서 경작에 힘썼다. 공민왕이 보우를 불러 법을 물었을 때 보우는 왕도는 불교 신앙에 있지 않고 밝은 정치에 있다고 하였다(《고려사》권 38).
그리고 선종 구산을 통합하여 임제종의 백장청규(百丈淸規)로써 기강을 바로잡고 개경은 왕기가 다했으니 복고 정치가 어려우므로 한양으로 도읍을 옮기고자고 아뢰었다《유창선도증국사행장》(維昌撰圖證國師行狀)(공민왕 5년). 공민왕은 보우의 건의를 수용해 곧 광명사(廣明寺)에 원융부(圓融府)를 두고 9산 통합에 착수하였고 한양에 궁절을 짓게 하였다. 그러나 한양 천도는 일부 신하가 묘청의 예를 들어 반대하므로 좌절되고 이와 함께 원융부도 불과 10개월 만에 해체되고 말았다.
구산 통합과 한양 천도 계획은 실패하지만, 이런 보우의 행장에서 그 사람이 얼마나 현실과 유관한 종교인이었는지 추단할 수 있다. 한양 천도는 인심을 일변하게 하고 정교를 쇄신하려는 의도였고 천도하는 이유로 든 풍수지리설은 당시 풍조를 현실에 맞게 이용하려 한 기도였다.

## 보우가 등장한 작품
- 《개국》(KBS, 1983년~1983년, 배우:정민)
- 《신돈》(MBC, 2005년~2006년, 배우:임혁)

## 같이 보기
- 조계종 · 대한불교조계종
  - 구산선문
  - 도의
  - 지눌
  - 보우
- 나옹
- 신돈
- 무학
- 고양 태고사 원증국사탑비 - 보물 제611호
- 고양 태고사 원증국사탑 - 보물 제749호
- 양평 사나사 원증국사탑 - 경기도 유형문화재 제72호
- 양평 사나사 원증국사석종비 - 경기도 유형문화재 제73호

## 참고 문헌
- 이 문서에는 다음커뮤니케이션(현 카카오)에서 GFDL 또는 CC-SA 라이선스로 배포한 글로벌 세계대백과사전의 내용을 기초로 작성된 글이 포함되어 있습니다.